# Stefan Heym
Helmut Flieg (Chemnitz, 10 d'abril de 1913 - Jerusalem, 16 de desembre de 2001) va ser un escriptor alemany d'origen jueu, més conegut pel pseudònim Stefan Heym. Va viure als Estats Units d'Amèrica (EUA) entre 1935 i 1952, abans de tornar a la República Democràtica d'Alemanya.

## Biografia
Helmut Flieg va néixer en el si d'una família jueva dedicada a el comerç a Chemnitz, una ciutat situada a l'Estat Lliure de Saxònia. Antifeixista convençut, el 1931 va ser expulsat de l'escola a causa d'un poema antimilitarista. Amb tot, va completar els estudis a Berlín. Abans de l'incendi del Reichstag el 1934, Flieg va escapar a Txecoslovàquia, on va adoptar el pseudònim de Stefan Heym.
El 1935 va rebre una beca d'estudis d'una institució jueva i va viatjar als EUA per a realitzar un postgrau a la Universitat de Chicago, que va completar el 1936 amb una dissertació sobre el poeta Heinrich Heine. Entre 1937 i 1939 es va establir a Nova York com redactor en cap d'un setmanari en alemany, Deutsches Volksecho. Després que el diari cessés la seva publicació al novembre de 1939, Heym va treballar com a escriptor freelance, aconseguint un supervendes amb la seva primera novel·la en anglès, Hostages, el 1942.
El 1943, Heym es va enrolar a l'exèrcit en una unitat de guerra psicològica i va combatre a la Segona Guerra Mundial, participant en el desembarcament de Normandia el 1944. El seu treball consistia a redactar textos per a influenciar en l'ànim dels soldats de la Wehrmacht a través de fulls volanders, ràdio o altaveus. Després de la guerra, Heym va dirigir el diari Ruhrzeitung a Essen, i després a Múnic es va convertir en editor del Neue Zeitung, un dels diaris més importants de les tropes d'ocupació estatunidenques. Tanmateix, a causa de les seues simpaties prosoviètiques fou tornat als EUA.
El 1952, va retornar totes les seves medalles obtingudes com a membre de l'exèrcit en reacció a la Guerra de Corea, i es va mudar primer a Praga i més endavant a la RDA.
A Alemanya, Heym va rebre inicialment un tracte considerat com a emigrant antifeixista. Va viure amb la seva esposa en una vil·la disposada per l'estat a Berlín-Grünau. Entre 1953 i 1956 va treballar per al Berliner Zeitung. Les seves novel·les, que van continuar essent escrites en anglès, van ser publicades per una editorial fundada per ell anomenada Seven Seas Publishers.
Els conflictes amb l'aparell polític de la RDA van començar el 1956, quan la publicació del llibre de Heym sobre la insurrecció del 17 de juny, Five Days in June, va ser rebutjat. Les tensions augmentaren el 1965, quan Erich Honecker va atacar Heym durant una conferència del Partit Socialista Unificat d'Alemanya. El 1969, Heym va ser empresonat a causa d'una violació de les regulacions del control de canvi després de publicar la novel·la Lassalle. No obstant això, va ser capaç de fer viatges a l'estranger, visitant els Estats Units el 1978, i els seus llibres van continuar apareixent en impressions de baixa qualitat a la RDA.
El 1976, Heym va ser entre els escriptors de la RDA que van signar una petició protestant per l'exili del cantautor Wolf Biermann. A partir d'aleshores, Heym només va poder publicar els seus treballs a la República Federal d'Alemanya (RFA) i va començar a escriure en alemany. El 1979 va ser empresonat novament per violar els controls de canvi i va ser exclòs de l'Associació d'Escriptors de la RDA. Heym va expressar el seu suport a la Reunificació alemanya el 1982, i durant la dècada del 1980 va donar suport al moviment dels drets civils a la RDA, contribuint amb diversos discursos a Berlín Est la tardor de 1989, com el que va pronunciar durant la manifestació de l'Alexanderplatz el 4 de novembre.
En els anys posteriors a la reunificació, Heym va ser crític amb el que va considerar una discriminació contra els alemanys de l'est en la seva integració a la RFA, i va advocar per un socialisme alternatiu al capitalisme de l'Alemanya reunificada. En les eleccions federals de 1994, Heym figurava com independent a la llista oberta del Partit del Socialisme Democràtic, i va ser elegit al Bundestag per l'escó de Berlín-Mitte/Prenzlauer Berg. Com a president per antiguitat va realitzar el discurs d'obertura del nou Parlament el novembre de 1994, però va renunciar a l'escó l'octubre de 1995 en protesta contra un projecte de llei que augmentava l'assignació de la despesa als membres del Parlament. El 1997 va estar entre els signants de la Declaració Erfurt que demanava una aliança entre el Partit Socialdemòcrata d'Alemanya i Els Verds per a formar un govern minoritari recolzat pel Partit del Socialisme Democràtic després de les eleccions federals de 1998. Heym va morir a Jerusalem el 2001 durant una conferència sobre Heinrich Heine.

## Obra publicada

### En anglès
- Nazis in U.S.A – Nueva York, 1938
- Hostages – Nueva York, 1942.
- Of Smiling Peace – Boston, 1944.
- The Crusaders – Boston, 1948.
- The Eyes of Reason – Boston, 1951.
- Goldsborough – Leipzig, 1953.
- The Cannibals and Other Stories – Berlín, 1958.
- The Cosmic Age – Nueva Delhi, 1959.
- Shadows and Lights – Londres, 1963.
- The Lenz Papers – Londres, 1964.
- The Architects – Escrit entre 1963 i 1965, publicat en alemany com Die Architekten, Múnic, 2000, i publicat en anglès el 2005.
- Uncertain Friend– Londres, 1969.
- The King David Report – Nueva York, 1973.
- The Queen Against Defoe – Londres, 1975.
- Five Days in June – Londres, 1977.

### En alemany
- Tom Sawyers großes Abenteuer, Halle, amb Hanus Burger, 1953.
- Forschungsreise ins Herz der deutschen Arbeiterklasse, Berlín, 1953.
- Reise ins Land der unbegrenzten Möglichkeiten, Berlín, 1954.
- Im Kopf - sauber, Leipzig, 1955.
- Offen gesagt, Berlín, 1957.
- Fünf Kandidaten, Berlín, 1957.
- Schatten und Licht. Geschichten aus einem geteilten Land, Leipzig, 1960.
- Casimir und Cymbelinchen, Berlín, 1966.
- Fünf Tage im Juni, Múnic, 1974.
- Cymbelinchen oder der Ernst des Lebens, Gütersloh, 1975.
- Das Wachsmuth-Syndrom, Berlín, 1975.
- Erzählungen, Berlín, 1976.
- Erich Hückniesel und das fortgesetzte Rotkäppchen, Berlín, 1977.
- Die richtige Einstellung und andere Erzählungen, Múnic, 1977.
- Collin, Múnic, 1979.
- Der kleine König, der ein Kind kriegen mußte und andere neue Märchen für kluge Kinder, Múnic, 1979.
- Wege und Umwege, Múnic, 1980.
- Ahasver, Múnic, 1981.
- Atta Troll. Versuch einer Analyse, Múnic, 1983.
- Nachdenken über Deutschland, Bruselas, amb Günter Grass, 1984.
- Schwarzenberg, Múnic, 1984.
- Reden an den Feind, Múnic, 1986.
- Nachruf, Múnic, 1988.
- Meine Cousine, die Hexe und weitere Märchen für kluge Kinder, Múnic, 1989.
- Auf Sand gebaut, Múnic, 1990.
- Stalin verlässt den Raum, Leipzig, 1990.
- Einmischung, Múnic, 1990.
- Filz, Múnic, 1992.
- Radek, Múnic, 1995.
- Der Winter unsers Missvergnügens, Múnic, 1996.
- Immer sind die Weiber weg und andere Weisheiten, Düsseldorf, 1997.
- Pargfrider, Múnic, 1998.
- Stefan Heym im Gespräch mit Dirk Sager, Berlín, 1999.
- Die Architekten, Múnic, 2000.
- Es gibt Ideen, die Jahrtausende überstehen, amb Michael Martens, 2001.
- Immer sind die Männer schuld, Múnic, 2002.
- Offene Worte in eigener Sache, Múnic, 2003.